# Leptailurus serval hamiltoni
Leptailurus serval hamiltoni es una subespecie de mamíferos carnívoros de la familia Felidae.

## Distribución geográfica
Se encuentran en África: al este del Transvaal.